# The Godfather (игра)
The Godfather (The Godfather: The Action Game рус. Крёстный отец) — компьютерная игра в жанре аркада, изданная на шести дискетах под игровую платформу MS-DOS. Сюжет разворачивается вокруг всех трёх фильмов трилогии. Имеются пять игровых уровней, которые отражают локации замеченные в фильмах, включая улицы Нью-Йорка, Майами, и селение Корлеоне в Сицилии.

## Геймплей
Цель игры заключается в прохождении уровней, стреляя на улице во вражеских гангстеров. Игрок должен остерегаться обстреливать невинных людей, иначе игра закончится. В конце каждого уровня есть босс, а также небольшие мини-игры, которые нужно выполнить, чтобы продолжить игру. Последний уровень заключается в том, что нужно сбить вражеский вертолёт, защищая Майкла Корлеоне; эта сцена была показана в третьем фильме, когда Майкл воссоединяется с членами семьи.

## Реакция
В Германии продажи данной игры были официально запрещены, из-за чрезмерной жестокости продукт включили в список «BPjS/BPjM» = «German Bundesprüfstelle für jugendgefährdende Schriften/Medien» = «Federal Examination Office for Youth-Endangering Publications/Media». Согласно закону, игра не должна появляться на полках в магазинах, стать темой обзоров в журналах или упоминаться в какой-либо рекламе.